# Pitcairnia dodsonii
Pitcairnia dodsonii är en gräsväxtart som beskrevs av Hans Edmund Luther. Pitcairnia dodsonii ingår i släktet Pitcairnia och familjen Bromeliaceae. IUCN kategoriserar arten globalt som nära hotad.
Artens utbredningsområde är Ecuador. Inga underarter finns listade i Catalogue of Life.